# Habrocerus capillaricornis
Habrocerus capillaricornis är en skalbaggsart som först beskrevs av Johann Ludwig Christian Gravenhorst 1806.  Habrocerus capillaricornis ingår i släktet Habrocerus, och familjen kortvingar. Arten är reproducerande i Sverige.